# Calcarsynotaxus
Calcarsynotaxus là một chi nhện trong họ Physoglenidae.

## Các loài
- Calcarsynotaxus benrobertsi Rix, Roberts & Harvey, 2009
- Calcarsynotaxus longipes Wunderlich, 1995